# Tesfaldet Tekie
Tesfaldet Tekie, né le 4 juin 1997 à Asmara en Érythrée, est un footballeur suédois. Il évolue actuellement au Fortuna Sittard, au poste de milieu défensif à l'Hammarby IF.

## Biographie

### En club
Il joue deux matchs en Ligue des champions avec le club de l'IFK Norrköping.

### En équipe nationale
Tesfaldet Tekie joue avec les moins de 17 ans, puis les moins de 19 ans.

## Palmarès
- IFK Norrköping
  - Championnat de Suède
    - Champion :  2015